# 佐伯清久
佐伯 清久（さえき きよひさ、1971年3月12日 - ）は、日本の元騎手（日本中央競馬会所属）。滋賀県出身。
騎手時代は平地競走と障害競走の両方に騎乗していた。重賞は未勝利だったが、通算77勝のうち6番人気以下での勝利が27勝を数え、穴騎手として知られた。
現在は皮革製品を製作する職人・実業家。

## 経歴
中学生のときに騎手を志し、1989年、JRA競馬学校を第5期生として卒業して騎手免許を取得し、高橋成忠厩舎からデビュー。同期には田中勝春、佐藤哲三、角田晃一らがいる。
平地初騎乗は1989年3月4日、中京競馬第6競走のサマースキーで、15頭立ての12着。平地初勝利は1989年3月11日の阪神競馬第12競走のメイショウアサカゼで挙げた。デビュー5戦目での事だった。障害初騎乗は1996年6月8日、中京競馬第5競走のツジキコウシで、11頭立ての10着。障害初勝利は1998年9月13日の阪神競馬第5競走のシリウスランドで挙げた。
1990年3月4日、ペガサスステークスでグレートベエストに騎乗し平地重賞初騎乗（10着）。1990年12月16日、スプリンターズステークスでメイショウサンダーに騎乗し平地GI初騎乗（12着）。1998年11月21日、京都大障害（秋）でシリウスランドに騎乗し障害重賞初騎乗（競走中止）。
障害競走での負傷が多く、成績が伸び悩んだ。2004年、調教中に手首を負傷したことから騎手引退を考えるようになり、もともと手先が器用だったことから「物作りの仕事をしたい」と決断し、2005年2月28日をもって騎手免許を返上し引退。通算成績は1948戦77勝（平地競走1743戦66勝、障害競走205戦11勝）。
騎手時代から独学で皮革製品の製作を始め、引退後にブランド「Bull'z-F」を立ち上げ本格的な活動を開始した。最初は経営が苦しかったが、競馬の祝勝会に招かれたときに財布など計150点の注文を受け、これが好評となったことから経営が少しずつ軌道に乗るようになった。一般的な皮革製品のほか、乗馬において装着するチャップスと呼ばれる製品の製作も手がけている。

## おもな騎乗馬
- メイショウヨシイエ（1997年金鯱賞2着、1998年日経新春杯2着）
- ケイエスミラクル（3戦目まで騎乗）